# Обединеніє
Обедине́ніє (болг. Обединение) — село у Великотирновській області Болгарії. Входить до складу общини Польський Тримбеш.

## Населення
За даними перепису населення 2011 року у селі проживали 697 осіб.
Національний склад населення села:
| Національність   | Кількість осіб | Відсоток |
| ---------------- | -------------- | -------- |
| болгари          | 627            | 97,8%    |
| цигани           | 10             | 1,6%     |
| турки            | 3              | 0,5%     |
| Всього відповіли | 641            |          |

Розподіл населення за віком у 2011 році:
Динаміка населення: